# Dominique Scholten
Dominique Scholten (Nijmegen, 6 april 1988) is een Nederlands voetbalbestuurder en voormalig voetballer die voornamelijk als middenvelder speelde. Sinds 2023 is hij algemeen directeur van FC Twente.

## Carrière
In de jeugd speelde Scholten voor SV Noviomagum voor hij bij N.E.C. kwam. Scholten voetbalde in het seizoen 2006/2007 in Jong N.E.C.. Sinds de winterstop trainde hij ook mee met het eerste elftal. Op 20 mei 2007 maakte hij als invaller in het thuisduel tegen Vitesse om de Intertoto Play-Offs zijn debuut voor N.E.C. In januari 2009 werd hij tot het einde van het seizoen 2008/09 verhuurd aan TOP Oss.
In mei 2009 tekende hij een contract voor drie jaar bij FC Oss. Met Oss degradeerde hij naar de Topklasse en promoveerde hij een jaar later weer na de winst in de Zondag Topklasse. In juni 2011 liet hij het contract ontbinden en tekende hij een tweejarig contract bij Achilles '29 uit Groesbeek. Hier werd hij in 2012 kampioen, waardoor Dominique Scholten de eerste voetballer ooit is die twee maal de Zondag Topklasse wint. Datzelfde seizoen wist Achilles '29 de wedstrijden tegen SV Spakenburg om het algemeen amateurkampioenschap te winnen. Scholten stond bij beide wedstrijden in de basis. Ook in zijn derde seizoen in de Topklasse werd Scholten kampioen. Hiermee is hij ook gelijk de eerste speler die drie keer de Zondag Topklasse wint.
Na zijn tweede seizoen in Groesbeek tekende hij een tweejarige overeenkomst met SV Spakenburg. In 2016 stapte hij over naar JVC Cuijk en een jaar later naar BVC '12.
In het seizoen 2006/07 begon hij jeugd te trainen bij Sportclub N.E.C.. In december 2009 begon Scholten een eigen voetbalacademie. Scholten was sinds 2011 actief als trainer in de Voetbal Academie N.E.C./FC Oss. Daarnaast was hij tussen 2014 en 2017 werkzaam in de sportmarketing voor NOC/NSF. In het seizoen 2016/17 was hij hoofd van de regionale jeugdopleiding van Achilles '29. In 2017 werd hij hoofd jeugdscouting en manager algemene zaken bij de Voetbal Academie N.E.C./FC Oss. Op 5 februari 2020 werd bekend dat Scholten vanaf 1 april 2020 manager van de Voetbalacademie FC Twente wordt. Op 11 juli 2023 werd bekend dat Scholten per 1 november algemeen directeur zal zijn bij FC Twente.

## Statistieken
| 2006/07 | N.E.C.        | 0   | 0  | Eredivisie             |    |    |    |    |    |
| 2007/08 | N.E.C.        | 0   | 0  | Eredivisie             |    |    |    |    |    |
| 2008/09 | N.E.C.        | 0   | 0  | Eredivisie             |    |    |    |    |    |
|         | → TOP Oss     | 15  | 0  | Eerste divisie         |    |    |    |    |    |
| 2009/10 | FC Oss        | 14  | 0  | Eerste divisie         |    |    |    |    |    |
| 2010/11 | FC Oss        | 26  | 4  | Zondag Topklasse       |    |    |    |    |    |
| 2011/12 | Achilles '29  | 28  | 5  | Zondag Topklasse       |    |    |    |    |    |
| 2012/13 | Achilles '29  | 24  | 7  | Zondag Topklasse       |    |    |    |    |    |
| 2013/14 | SV Spakenburg | 28  | 3  | Zaterdag Topklasse     |    |    |    |    |    |
| 2014/15 | SV Spakenburg | 23  | 0  | Zaterdag Topklasse     |    |    |    |    |    |
| 2015/16 | SV Spakenburg | 13  | 0  | Zaterdag Topklasse     |    |    |    |    |    |
| 2016/17 | JVC Cuijk     | 6   | 0  | Derde divisie zondag   |    |    |    |    |    |
| 2017/18 | BVC '12       | ?   | ?  | Zondag Hoofdklasse B   |    |    |    |    |    |
| 2018/19 | BVC '12       | ?   | ?  | Zondag Eerste klasse E |    |    |    |    |    |
| 2019/20 | BVC '12       | ?   | ?  | Zondag Eerste klasse E |    |    |    |    |    |
| Totaal  | Totaal        | 177 | 19 | 19                     | 19 | 19 | 19 | 19 | 19 |

## Erelijst
FC Oss
Topklasse Zondag (2011)
Achilles '29
Super Cup voor amateurs (2011, 2012)
Topklasse Zondag (2012, 2013)
Algemeen amateurkampioenschap (2012)